# Fauveliopsis fauchaldi
Fauveliopsis fauchaldi är en ringmaskart som beskrevs av Katzmann och Laubier 1974. Fauveliopsis fauchaldi ingår i släktet Fauveliopsis och familjen Fauveliopsidae. Inga underarter finns listade i Catalogue of Life.